# Przewóz o charakterze użyteczności publicznej

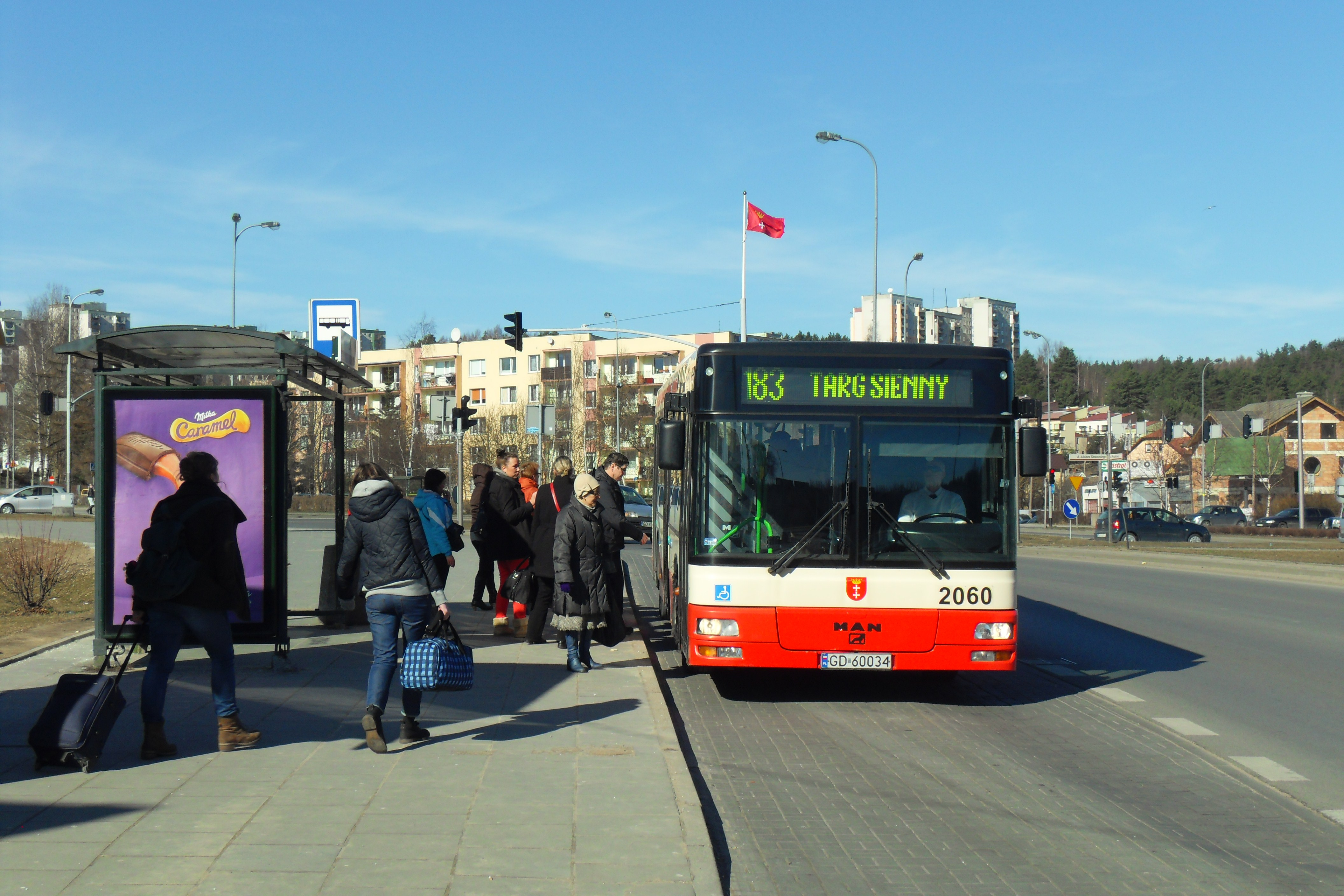
Przewóz o charakterze użyteczności publicznej

Przewóz o charakterze użyteczności publicznej – powszechnie dostępna usługa w zakresie publicznego transportu zbiorowego, wykonywana przez operatora publicznego transportu zbiorowego w celu bieżącego i nieprzerwanego zaspokajania potrzeb przewozowych społeczności na danym obszarze.